# Platycoelia kirschi
Platycoelia kirschi är en skalbaggsart som beskrevs av Ohaus 1904. Platycoelia kirschi ingår i släktet Platycoelia och familjen Rutelidae. Inga underarter finns listade i Catalogue of Life.